# Ификл (сын Филака)
Ификл (др.-греч. Ἰφικλῆς) — персонаж древнегреческой мифологии. Сын Филака и Периклимены (Климены) (согласно поэме «Возвращения», сын Кефала и Климены), муж Диомедеи, отец Подарка и Протесилая. Царь Филаки. Упомянут в «Илиаде» (XXIII 636).
Отличался необычайной быстротой ног, как говорили поэты, мог бегать по колосьям пшеницы. Исцелен от бесплодия прорицателем Меламподом, которому за это отдал стадо коров. Аргонавт. Ни Гомер, ни Гесиод, ни Ферекид не сообщают, что он был аргонавтом.
Герой трагедии Софокла «Ификл» (не дошло ни одной строки, пьеса могла относиться к другому Ификлу).
Позднее в родословную был введен его тёзка:
- Ификл (сын Филака старшего). Согласно Евстафию, дед Ификла младшего, отец Филака младшего[8].